# Kurt Bonah
Kurt Bonah (* 1928) ist ein ehemaliger deutscher Leichtathlet und mehrfacher Deutscher Meister.

## Biografie
Bonah trainierte in den 1950er und 1960 Jahren bei Werder Bremen. Er lief über 400 Meter, 400 Meter Hürden, 800 Meter und 1000 Meter. Über 400 Meter Hürden hält er noch heute (Stand 2019) mit 51,5 oder 51,6 s den Bremer Landesrekord, der von 1954 bis 1958 auch deutscher Rekord war. Er erreichte u. a. folgende Platzierungen:
- Deutsche Meisterschaften 1949 in Bremen: Dritter über 800 Meter in 1:53,7 min
- Deutsche Meisterschaften 1950 in Stuttgarter: Erster Platz mit der 3-mal-1000-Meter-Staffel von Werder Bremen (Hans Wever, Karl Kluge, Kurt Bonah) in 7:28,2 min
- Deutsche Meisterschaften 1952 in Berlin: Dritter über 400 Meter in 48,6 s
- Deutsche Meisterschaften 1953 in Augsburg: Vierter über 400 Meter Hürden in 54,7 s
- Deutsche Meisterschaften 1954 in Hamburger: Erster über 400 Meter Hürden in 53,0 s und Vierter über 400 Meter in 48,9 s
- Europameisterschaften 1954 in Bern: Über 400 Meter Hürden der Männer schied er im Halbfinale aus.
- Deutsche Hallenmeisterschaften 1955 in Kiel: Erster Platz für die Staffel 4 × 3 Runden von Werder Bremen (Werner Bazalla, Karl Kluge, Peters, Kurt Bonah).
- Deutsche Meisterschaften 1956 in Berlin: Erster über 400 Meter Hürden in 52,9 s